# Saint-Léons
 Saint-Léons  (en occitano Sant Liòns) es una población y comuna francesa, situada en la región de Mediodía-Pirineos, departamento de Aveyron, en el distrito de Millau y cantón de Vézins-de-Lévézou.

## Demografía
| 298 | 291 | 306 | 308 | 288 | 301 |
| Para los censos de 1962 a 1999 la población legal corresponde a la población sin duplicidades (Fuente: INSEE [Consultar]) |     |     |     |     |     |